# The Pact (sèrie de televisió)
The Pact és una sèrie de televisió de drama britànica del 2021 creada i escrita per Pete McTighe, produïda per Little Door Productions i filmada principalment al sud de Gal·les. Es va emetre al canal BBC One a partir del 17 de maig de 2021. L'abril de 2022 es va anunciar una segona temporada, centrada en un nou repartiment i nova trama, la qual s'estrenà l'octubre del mateix any.

## Argument

### Primera temporada
Quatre amigues, Anna, Nancy, Cat i Louie, treballen en una cerveseria familiar de Gal·les. El propietari, el germà de la Louie, s'ha jubilat recentment i ha posat el seu fill, Jack, al capdavant de l'empresa. Però Jack resulta ser un addicte a la cocaïna i tracta el personal amb menyspreu. Durant la festa del centenari de la cervesera, totes quatre amigues s'emporten el Jack, tot begut, al bosc i el fotografien parcialment despullat per escarmentar-lo. Però quan tornen després de penedir-se d'haver-lo deixat sol, el troben mort. A partir d'aquí fan un pacte per no revelar-ho.

### Segona Temporada
Christine, una treballadora social, i els seus fills Will, Jamie i Megan intenten superar la mort per sobredosi d'un quart germà, el Liam. Tanmateix, un desconegut arriba a la ciutat afirmant que té una connexió amb cadascun d'ells, aquesta situació posarà a prova la lleialtat familiar de cadascun d'ells.

## Repartiment

### Temporada 1[4]
- Laura Fraser com a Anna.
- Julie Hesmondhalgh com a Nancy.
- Eiry Thomas com a Louie, germana de l'Arwel.
- Heledd Gwynn com a Cat.
- Abbie Hern com a Tish.
- Eddie Marsan com a Arwel, propietari de la cerveseria.
- Jason Hughes com a Max, marit de l'Anna i agent de policia assignat al cas.
- Aneurin Barnard com a Jack, fill de l'Arwel i director de la cerveseria.
- Adrian Edmondson com a Richard.
- Rakie Ayola com la Detectiu Superintendent Holland.
- Gabrielle Creevy com a Tamsin, filla de l'Anna i el Max.
- Aled ap Steffan com a Ryan, fill de l'Anna i el Max.
- Alexandria Riley com la Detectiu Constable Anford.
- Mark Lewis Jones com el pare Martin.
- Richard Elis com a Gareth
- Ben McGregor com el Detectiu Constable Griffiths.
- Sophie Melville com la Mandy Thomas.
- Elin Phillips com la Rose.

### Temporada 2
- Rakie Ayola com a Christine Rees
- Jordan Wilks com a Connor
- Mali Ann Rees com a Megan Rees
- Lloyd Everitt com a Will Rees
- Aaron Anthony com a Jamie Rees
- Lisa Palfrey com a Beth
- Jacob Ifan com a Gethin
- Rebekah Murrell com a Samantha
- Kristy Phillips com a Kayla
- Christian Patterson com a Joe
- Matthew Gravelle com a D.S Pritchard
- Elizabeth Berrington com a Kate
- Callum Hymers com a Owain
- Huw Novelli com a Lloyd
- Nick Hywell com a Alec
- Marsha Miller com a Carol
- Steven Mackintosh com a Harry
- Kaylen Luke com a Alfie

## Episodis
Primera temporada
| Núm. d'història | Episodi | Títol       | Direcció        | Guió         | Data d'estrena a BBC One |  |
| --------------- | ------- | ----------- | --------------- | ------------ | ------------------------ |  |
| 1               | 1       | "Episode 1" | Eric Styles     | Pete McTighe | 17 de maig de 2021       |  |
|                 |         |             |                 |              |                          |  |
| 2               | 2       | "Episode 2" | Eric Styles     | Pete McTighe | 18 de maig de 2021       |  |
|                 |         |             |                 |              |                          |  |
| 3               | 3       | "Episode 3" | Eric Styles     | Pete McTighe | 24 de maig de 2021       |  |
|                 |         |             |                 |              |                          |  |
| 4               | 4       | "Episode 4" | Rebecca Johnson | Pete McTighe | 25 de maig de 2021       |  |
|                 |         |             |                 |              |                          |  |
| 5               | 5       | "Episode 5" | Rebecca Johnson | Pete McTighe | 31 de maig de 2021       |  |
|                 |         |             |                 |              |                          |  |
| 6               | 6       | "Episode 6" | Rebecca Johnson | Pete McTighe | 1 de juny de 2021        |  |
|                 |         |             |                 |              |                          |  |

Segona temporada
| Núm. d'història | Episodi | Títol       | Direcció                | Guió          | Data d'estrena a BBC One |  |
| --------------- | ------- | ----------- | ----------------------- | ------------- | ------------------------ |  |
| 7               | 1       | "Episode 1" | Nicole Volavka          | Pete McTighe  | 24 d'octubre de 2022     |  |
|                 |         |             |                         |               |                          |  |
| 8               | 2       | "Episode 2" | Nicole Volavka          | Pete McTighe  | 31 d'octubre de 2022     |  |
|                 |         |             |                         |               |                          |  |
| 9               | 3       | "Episode 3" | Nicole Volavka          | Pete McTighe  | 7 de novembre de 2022    |  |
|                 |         |             |                         |               |                          |  |
| 10              | 4       | "Episode 4" | Christiana Ebohon-Green | Joy Wilkinson | 14 de novembre de 2022   |  |
|                 |         |             |                         |               |                          |  |
| 11              | 5       | "Episode 5" | Christiana Ebohon-Green | Joy Wilkinson | 21 de novembre de 2022   |  |
|                 |         |             |                         |               |                          |  |
| 12              | 6       | "Episode 6" | Christiana Ebohon-Green | Pete McTighe  | 28 de novembre de 2022   |  |
|                 |         |             |                         |               |                          |  |

## Producció i localització
La producció de la primera temporada de The Pact va començar el setembre de 2020 i el rodatge va tenir lloc a la Rhymney Brewery de Blaenavon, el parc nacional de Brecon Beacons, el viaducte de Pontsarn, Merthyr Tudful, l'embassament de Pontsticill, Whitecross Street a Monmouth, i l'església de Saint Mary, Marshfield a Newport.
La segona temporada es va rodar a Cardiff i a la costa de la Vale of Glamorgan. La casa de la família Rees es trobava a Llantwit Major, altres escenes costaneres es filmen a Ogmore-by-Sea i altres tenen lloc a Llantwit Major Beach i Dunraven Bay. El rodatge també es va fer a Penarth, Penarth Pier, Porthcawl, Swanbridge Bay Beach i a la localitat d'Y Barri.